# Turističko odredište
Turističko odredište (turistička destinacija, lat. destination: odredište, cilj, odredište i odmor, cilj boravka i odmaranja u nekom prostoru) može se odrediti kao:
- Određena uža ili šira prostorna cjelina u kojoj se ostvaruje turistički promet, a ta cjelina može biti svako mjesto koje raspolaže turističkim kapacitetima, kao i svaka regija u kojoj je smješteno više turističkih centara. (E. Inskip, M. Kalenberger, 1992).

- Kompleks različitih rekreativnih i društvenih sadržaja koji se nalaze na jednom lokalitetu. (S. Gan, 1988).

- Destinacija također može biti mjesto za odmor ili poslovni centar kojeg turisti posjećuju i gdje borave. To može biti jedna oblast ili čak zemlja u okviru koje oni putuju. To može biti i brod za kružno putovanje pri kojem se posjećuje više luka. Najispravnije je pod destinacijom podrazumijevati jedno ili više mjesta u koja turisti dolaze i borave, a koja predstavljaju osnovni cilj njihovih kretanja. (S, Holovej, 1989).

## Turističko mjesto
S vremenom turisti postaju potrošači koji su spremni platiti obilježja podneblja, prirodne i ine ljepote, kao i zadovoljavanje svojih želja i navika. Kao posljedica odraza ovih novih odnosa, koje stvara turizam, pojavljuju se turistička mjesta. Ovakva mjesta nastaju tamo gdje se nalaze velike koncentracije gostiju. U ovim naseljima se uvode sadržaji koji će turistima osigurati sadržajan boravak, kao što su parkovi, šetališta, dvorane, kasina, muzičke i druge kulturne zabave. Uvode se službe za što bolji doček gostiju, kao što su službe informacija, lokalnog prijevoza, nosača itd.

## Sestrinski projekti
|  | Zajednički poslužitelj ima još gradiva o temi Turističko odredište |